# Рылеев, Иван Карпович
Иван Карпович Рылеев (1737 — не ранее 1787) — полковник Русской императорской армии, участник подавления Барской конфедерации и восстания Пугачёва, победитель Салавата Юлаева в сражениях у деревни Тимошкиной и у деревни Норкиной.

## Биография
Из дворянского рода Рылеевых, лично владел 50 крепостными душами.
В военную службу вступил в 1754 году, участвовал в Семилетней войне. С 21 апреля 1771 года — премьер-майор Новгородского карабинерного полка, в 1771—1775 служил в Санкт-Петербургском карабинерном полку.
Отличился в бою при Замостье 22 мая 1771 года. По словам Суворова Рылеев:
... их первый начал рубить...
Замещал Суворова по команде — будучи следующим по старшинству офицером в его отряде — во время болезни последнего летом 1771 года, сыграл ключевую роль в исполнении суворовского плана подрыва экономической базы конфедерации:
Первое искусство военачальника состоит в том, чтобы у противника отнимать субсистенцию. Нет соляных денег, из чего возмутители будут вербовать чужестранных?
Удержание же соляных копей возлагалось Суворовым на Рылеева и его подчинённых:
И буде майор Рылеев в Величке и Бохне останется непоколебим, то к зиме отвечаю за всех возмутителей...
Командовал 2 эскадронами полка в бою при Столовичах, за что отмечен в автобиографии А. В. Суворова:
Перед нами было болото и чрез оное — плотина, по которой майор Киселев с суздальскими гренадерами пошел на штыках, пробил и дал место нашей коннице, которой предводитель подполковник Рылеев все встречающееся в местечке порубил и потоптал.
В декабре 1773 года полк был направлен из польского Полоцка в Казань для участия в подавлении восстания Пугачёва, куда Рылеев и прибыл с полком 2 марта 1774 года. В чине подполковника — с 17 марта 1774 года. С марта по начало мая части полка охраняли Новомосковскую дорогу между Казанью и Оренбургом, преследуя пугачёвцев в центральной части Оренбургской губернии.
В мае—июне 1774 года Рылеев с дивизионом своего полка и некоторыми приданными силами пехоты и артиллерии охранял Стерлитамакскую пристань — важный пункт, подвергавшейся частым нападениям башкирских повстанческих отрядов. Затем переведён в Уфу, где — подобно своему однополчанину Михельсону — возглавил самостоятельный отряд из 500 кавалеристов и пехотинцев при 2 пушках. Отряду была поручена охрана Уфы — включая активные операции против появляющихся на дальних и ближних подступах к городу повстанческих отрядов.
В середине сентября отряд подполковника, получив подкрепления для обеспечения надёжной охраны города, вышел из Уфы к Елдякской крепости (Ныне — на дне Павловского водохранилища). Поблизости от нее Рылеев дважды разгромил отряды Салавата Юлаева — в боях 18 сентября у деревни Тимошкиной и 22 сентября у деревни Норкиной. 
с башкирцем Салаваткою имел прежестокое сражение
В октябре его командировали к Катав-Ивановскому заводу, в течение нескольких месяцев находившемуся в осаде. Сняв осаду и используя укреплённое поселение как базу для действий против пугачёвцев, Рылеев оставался в Катав-Ивановском заводе до начала 1775 года.
24 октября 1775 года Санкт-Петербургский карабинерный полк был переименован в драгунский. На 1783 год Рылеев — в прежнем чине подполковника в Санкт-Петербургском драгунском полку. С 1784 года в "Списках воинскому департаменту ..." не встречается.
Умер после 1787 года.
Упоминается в архивных заготовках Пушкина к «Истории Пугачева».